# Storm Queen
Storm Queen, artiestennaam van Morgan Geist, is een Amerikaans muziekproducent. Hij is in diverse projecten actief geweest en maakt deel uit van het duo Metro Area. Storm Queen scoorde in 2013 een hit met Look Right Through in Groot-Brittannië (nummer 1), Denemarken, Ierland, Vlaanderen en Nederland.

## Levensloop en carrière
Geist is als producent al actief sinds 1994. Hij werd geboren in New Jersey en richtte tijdens zijn studententijd het label Environ op waarop hij singles en ep's begon uit te brengen. Vanaf 1998 vormde hij samen met Darshan Jesrani het duo Metro Area, waarmee in 2002 het veel geprezen album Metro Area werd uitgebracht en in 2008 de 43e Fabric mix werd gemaakt. Daarnaast maakte Geist remixen voor The Rapture en Franz Ferdinand.
In 2010 startte Geist het project Storm Queen waarbij het nummer Look Right Through werd opgenomen. Het nummer werd ingezongen door Damon C. Scott en was oorspronkelijk al in 2010 uitgebracht. De single kende een lange mars in de underground totdat Defected Records het nummer in 2012 in een grotere oplage uitbracht. Eind 2013 werd de plaat ook in Europa een hit. Intussen verschenen ook de singles It Goes On (2011) en Let's Make Mistakes (2012). Look Right Through werd eind 2013 opnieuw een hit door een remix van Marc Kinchen.

## Discografie
| Single met hitnotering(en) in de Vlaamse Ultratop 50 | Datum van verschijnen | Datum van binnenkomst | Hoogste positie | Aantal weken | Opmerkingen             |
| ---------------------------------------------------- | --------------------- | --------------------- | --------------- | ------------ | ----------------------- |
| Look Right Through                                   | 2013                  | 23-11-2013            | 21              | 14           | remix door Marc Kinchen |